# Josh Pierson
Josh Pierson, né le 14 février 2006 à Portland (Oregon), est un pilote automobile américain. Il a participé à des épreuves de monoplace dans des championnats tels que l'US F2000 National Championship ainsi que d'endurance dans des championnats tels que le WeatherTech SportsCar Championship et le Championnat du monde d'endurance.

## Carrière

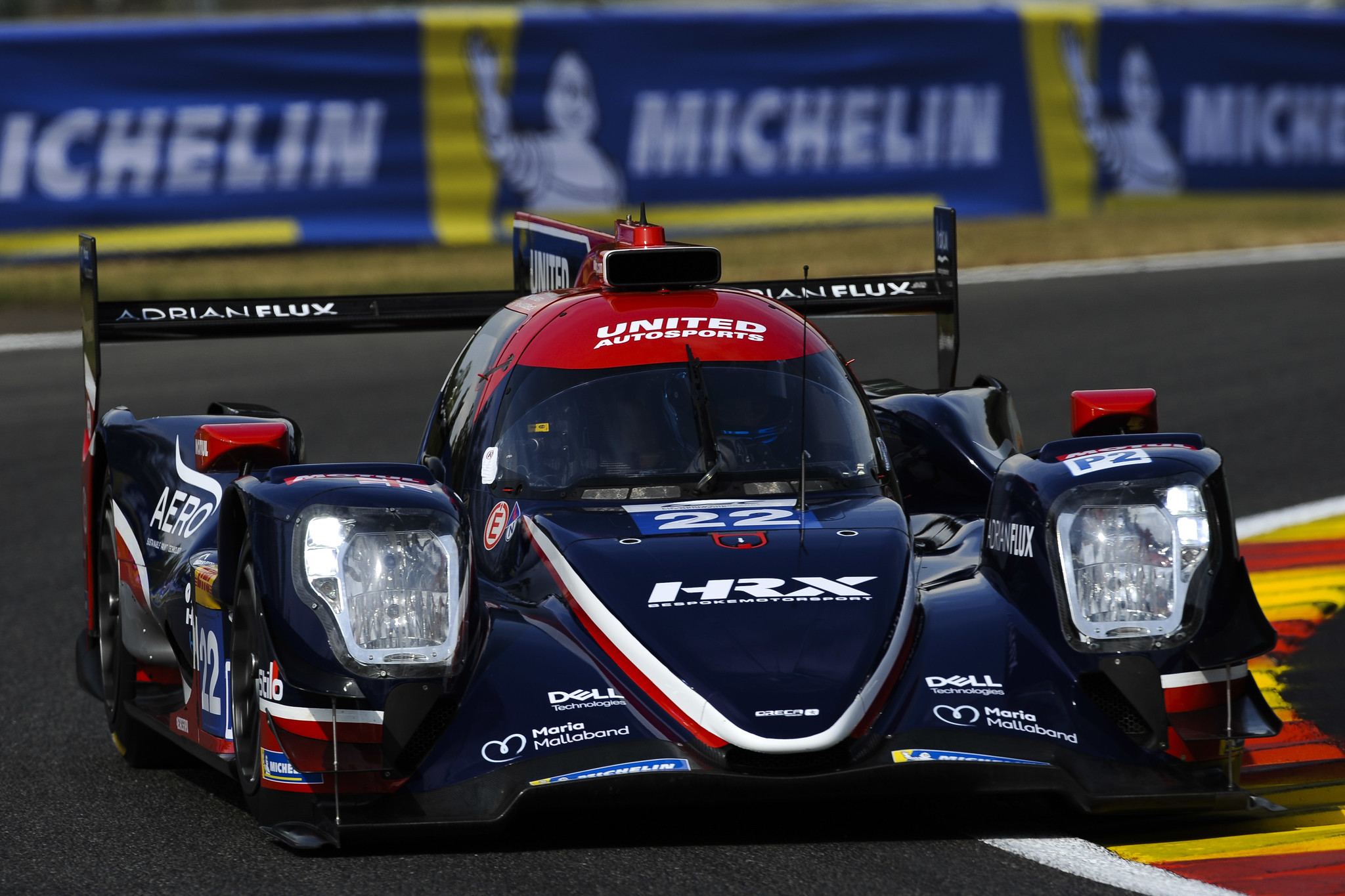
Une des Oreca 07 de l'écurie américano-britannique United Autosports

Après s'est assis pour la première fois dans un karting à l'âge de deux ans. Josh Pierson avait participé à des courses locales à quatre ans, nationales à sept ans et internationales à onze ans seulement. Après le karting, Josh Pierson était passé aux monoplace dans des catégories telles que F1600 et US F2000 National Championship, avant d'intégrer la série Road to Indy. Durant l'année 2021, suivant les conseils de son coach sportif qui avait jugé que son style de pilotage est en adéquation avec les voitures de catégorie LMP2, Josh Pierson avait essayé une Oreca 07 de l'écurie américaine PR1/Mathiasen Motorsports. Cet essai étant concluant, il avait ensuite contacté l'écurie américano-britannique United Autosports et à la suite de cette prise de contact, il eut l'opportunité de faire un essai sur le circuit du Red Bull Ring avec cette même écurie sur une Oreca 07. À la suite de cela, il s'était engagé avec United Autosports afin de participer au Championnat du monde d'endurance dans la catégorie LMP2,. Les pilotes britanniques Oliver Jarvis et Alex Lynn avaient été ses coéquipiers durant ce championnat. Le directeur de l'écurie américaine PR1/Mathiasen Motorsports ayant réussi à obtenir de l'IMSA une dérogation afin que josh, bien qu'il ait moins de 16 ans, puisse participer à des épreuves du championnat WeatherTech SportsCar Championship, il a ainsi pu s'engager avec cette même écurie afin de participer aux courses longues de ce même championnat.
Il peut ainsi concourir pour les 24 Heures du Mans, et sera du haut de ses 16 ans, le plus jeune pilote à avoir participé à cette course.

## Résultats en monoplace
| Saison | Championnat                      | Écurie              | Courses | Victoires | Pole positions | Meilleurs tours | Podiums | Points | Classement |
| ------ | -------------------------------- | ------------------- | ------- | --------- | -------------- | --------------- | ------- | ------ | ---------- |
| 2020   | F1600 Championship Series        | Iovation TransUnion | 6       | 0         | 0              | 0               | 2       | 72     | 22e        |
| 2020   | US F2000 National Championship   | Exclusive Autosport | 16      | 0         | 0              | 0               | 0       | 57     | 20e        |
| 2021   | US F2000 National Championship   | Pabst Racing        | 18      | 0         | 0              | 0               | 5       | 291    | 4e         |
| 2022   | Championnat du monde d'Endurance | United Autosports   | 6       | 1         | 0              | 0               | 2       | 113    | 3e         |
| 2022   | Asian Le Mans Series             | United Autosports   | 2       | 2         | 0              | 0               | 2       | 0†     | n.c        |
| 2023   | Championnat du monde d'Endurance | United Autosports   | 7       | 1         | 0              | 0               | 2       | 92     | 5e         |
| 2023   | Indy Lights Series               | HMD Motorsports     | 9       | 0         | 0              | 0               | 0       | 173    | 15e        |
| 2024   | Indy Lights Series               | HMD Motorsports     | 14      | 0         | 0              | 0               | 0       | 264    | 14e        |
| 2025   | Formule Régionale Océanie        | mtec Motorsport     | 12      | 0         | 0              | 2               | 3       | 219    | 7e         |
| 2025   | Indy Lights Series               | HMD Motorsports     | 12      | 0         | 0              | 1               | 2       | 337    | 5e         |

† Pierson étant un pilote invité, il était inéligible pour marquer des points.

## Palmarès

### Résultats aux24 Heures du Mans
| Année | Écurie            | Copilotes               | Voiture  | Classe | Tours | Pos. | Class Pos. |
| ----- | ----------------- | ----------------------- | -------- | ------ | ----- | ---- | ---------- |
| 2022  | United Autosports | Oliver Jarvis Alex Lynn | Oreca 07 | LMP2   | 368   | 10e  | 6e         |

### Résultats aux24 Heures de Daytona
| Année | Écurie                    | Copilotes                                       | Voiture  | Classe | Tours | Pos. | Class Pos. |
| ----- | ------------------------- | ----------------------------------------------- | -------- | ------ | ----- | ---- | ---------- |
| 2022  | PR1/Mathiasen Motorsports | Jonathan Bomarito Steven Thomas Harry Tincknell | Oreca 07 | LMP2   | 663   | Abd. | Abd.       |

### Résultats enAsian Le Mans Series
| Année | Écurie            | Châssis  | Moteur                     | Classe | 1   | 2   | 3     | 4     | Position | Points |
| ----- | ----------------- | -------- | -------------------------- | ------ | --- | --- | ----- | ----- | -------- | ------ |
| 2022  | United Autosports | Oreca 07 | Gibson GK428 4,2 l V8 Atmo | LMP2   | DUB | DUB | ABU 1 | ABU 1 | n.c*     | 0*     |

- *Pilote invité, inéligible aux points.

### Résultats enChampionnat du monde d'endurance
| Année | Écurie                | Châssis  | Moteur                     | Classe | 1     | 2     | 3     | 4     | 5     | 6     | Position | Points |
| ----- | --------------------- | -------- | -------------------------- | ------ | ----- | ----- | ----- | ----- | ----- | ----- | -------- | ------ |
| 2022  | United Autosports USA | Oreca 07 | Gibson GK428 4,2 l V8 Atmo | LMP2   | SEB 1 | SPA 6 | LMS 6 | MON 5 | FUJ 5 | BAH 2 | 3e       | 113    |

### Résultats enWeatherTech SportsCar Championship
| Année | Écurie                    | Châssis  | Moteur                     | Classe | 1     | 2     | 3     | 4     | 5     | 6     | 7     | Pos. | Points |
| ----- | ------------------------- | -------- | -------------------------- | ------ | ----- | ----- | ----- | ----- | ----- | ----- | ----- | ---- | ------ |
| 2022  | PR1/Mathiasen Motorsports | Oreca 07 | Gibson GK428 4,2 l V8 Atmo | LMP2   | DAY 7 | SEB 4 | LGA 4 | MDO 6 | WGL 6 | ELK 5 | PET 3 | 6e   | 1809   |